# Кипское сельское поселение
Кипское се́льское поселе́ние — муниципальное образование в Тевризском районе Омской области Российской Федерации.
Административный центр — село Кип.

## История
Статус и границы сельского поселения установлены Законом Омской области от 30 июля 2004 года № 548-ОЗ «О границах и статусе муниципальных образований Омской области»

## Население
| 2010 | 2011 | 2012 | 2013 | 2014 | 2015 | 2016 |
| ---- | ---- | ---- | ---- | ---- | ---- | ---- |
| 738  | ↘736 | ↘713 | ↘689 | ↘678 | ↘672 | ↘649 |
| 2017 | 2018 | 2019 | 2020 | 2021 | 2023 |      |
| ↘607 | ↘604 | ↘599 | ↘589 | ↘529 | ↘502 |      |

## Состав сельского поселения
| № | Населённый пункт | Тип населённого пункта       | Население |
| - | ---------------- | ---------------------------- | --------- |
| 1 | Азы              | деревня                      | 84        |
| 2 | Бродниково       | деревня                      | ↘7        |
| 3 | Кип              | село, административный центр | ↘397      |
| 4 | Кипо-Кулары      | деревня                      | ↘190      |
| 5 | Поддол           | деревня                      | 60        |